# Stanisław Błaszczyk (etnograf)
Stanisław Błaszczyk (ur. 16 czerwca 1906 w Konarach k. Rawicza, zm. 8 listopada 1989 w Poznaniu) – polski etnograf, polonista, pedagog i muzeolog. 

## Życiorys
Urodził się jako czwarte dziecko wiejskiego organisty Walentego Błaszczyka i Jadwigi z d. Szady. Edukację podstawową odebrał w szkole powszechnej w Sarnowie i Łoguszu Wielkim. W 1918 roku rozpoczął naukę w gimnazjum niemieckim w Głogowie. Od 1920 do 1926 roku uczył się i zdał maturę w polskim gimnazjum w Rawiczu. W latach 1926–1930 studiował literaturę polską i historię sztuki na Uniwersytecie Poznańskim. Jego praca dyplomowa nosiła tytuł Staropolski przekład „Sylwii” Mairet’a.
Po studiach przez 9 lat pracował jako profesor języka polskiego w Korpusie Kadetów nr 2 w Rawiczu. We wrześniu 1939 roku trafił do Lwowa w ramach ewakuacji. Po zdemobilizowaniu Korpusu wrócił do Wielkopolski, w której spędził okupację. Zamieszkał na wsi pod Wolsztynem, gdzie pracował jako robotnik i biuralista w hurcie towarami spożywczymi. W 1941 roku spędził 2 miesiące w areszcie śledczym gestapo w Kościanie. Od stycznia 1945 roku zajmował się organizacją szkolnictwa średniego na terenie Wielkopolski i Ziem Odzyskanych. Z jego inicjatywy uruchomiono gimnazjum i liceum w Wolsztynie i Lesznie, liceum z internatem w Zielonej Górze oraz gimnazjum i liceum z internatem dla sierot wojennych po nauczycielach w Lubniewicach k. Sulęcina, którego dyrektorem był do roku 1948. Nadzorował druk publikacji Prasłowiańszczyzna. Zarys dziejów i kultury Prasłowian – pierwszej książki naukowej wydanej na Ziemi Lubuskiej. W 1948 roku przeniósł się do Poznania, skąd dojeżdżał do pracy do w Państwowym Liceum i Gimnazjum w Szamotułach.
W 1937 roku ożenił się z Janiną Matysiak (zm. 1986), z którą miał troje dzieci: Bożenę (ur. 1938), Przemysława (ur. 1941) oraz Hannę (ur. 1950). Zmarł 8 listopada 1989 roku w Poznaniu. Pochowany został u boku żony na cmentarzu Miłostowskim.

## Działalność etnograficzna
Początek etnograficznej działalności Błaszczyka datuje się na rok 1948, w którym podjął się wolontariatu na rzecz odbudowania działu etnograficznego w Muzeum Wielkopolskim (później Muzeum Narodowym). W lipcu 1949 roku otworzył stałą ekspozycję etnograficzną w opustoszałym budynku po galerii malarstwa w pałacu Raczyńskich w Rogalinie. Rok później został zatrudniony w muzeum na pełen etat, a następnie został kierownikiem działu etnograficznego oraz całego zespołu pałacowego. Studia etnograficzne na Uniwersytecie Poznańskim podjął w roku 1950. Jego promotorem był Eugeniusz Frankowski. Na tej samej uczelni w latach 1960–1987 prowadził zajęcia ze sztuki ludowej i muzealnictwa. W 1962 roku pozyskał osobny budynek na oddział etnograficzny Muzeum Narodowego. Był jedynym etnografem-muzeologiem powojennej Wielkopolski i Ziemi Lubuskiej, a także konsultantem pierwszej stałej ekspozycji etnograficznej w Poznaniu.

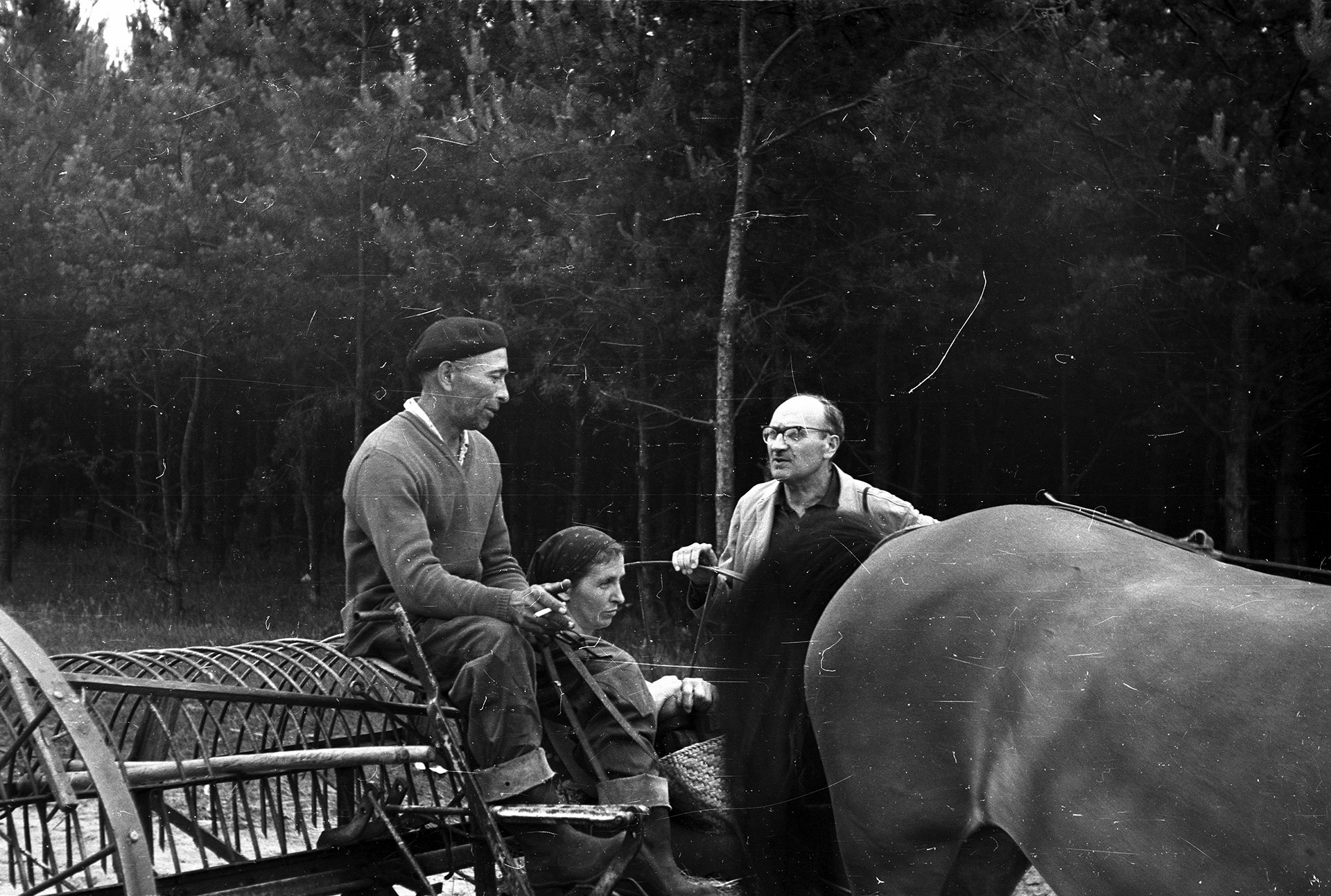
Dr Stanisław Błaszczyk z rozmówcami, fot. Józef Burszta, Pyrzany 1967, źródło: Cyfrowe Archiwum im. Józefa Burszty.

Zajmował się więc wszystkimi dziedzinami etnografii Wielkopolski i Ziemi Lubuskiej. Opracował scenariusze ekspozycji w Sulmierzycach, Pyzdrach, Kaliszu, Międzyrzeczu, Babimoście, Gołuchowie, Koszutach i Szamotułach. Przygotował założenia programowo-naukowe Skansenu Wsi Wielkopolskiej w Lednogórze dla Wojewódzkiej Rady Narodowej w Poznaniu. Był opiekunem merytorycznym w Wielkopolskim Parku Etnograficznym w Dziekanowicach przy Muzeum Pierwszych Piastów na Lednicy. Autor licznych wystaw etnograficznych nie tylko w Poznaniu, lecz także wielu innych muzeach w Polsce i za granicą.
Poza pracą w Katedrze Etnografii na Uniwersytecie Poznańskim wykładał też sztukę ludową na Uniwersytecie Wrocławskim (1974-1978). Tytuł doktora nauk humanistycznych w zakresie etnografii uzyskał w 1971 roku, broniąc pracę pt. Ludowa plastyka kultowa w Wielkopolsce, napisaną pod kierunkiem Józefa Burszty.
Efekty swojej pracy publikował w licznych czasopismach naukowych, m.in. Lud, Polska Sztuka Ludowa, Etnografia Polska, Muzealnictwo,, a także w prasie lokalnej, m.in. w Kronice Gostyńskiej. Był współautorem trzech tomów Kultury Ludowej Wielkopolski. Większość jego dokumentacji (rękopisy, notatki terenowe, negatywy i odbitki fotograficzne) została przekazana przez spadkobierców Muzeum Etnograficznemu w Poznaniu.
W grudniu 1975 roku przeszedł na emeryturę, w dalszym ciągu jednak aktywnie działając na polu naukowym i badawczym. Prowadził wykłady uniwersyteckie ze sztuki ludowej w Poznaniu i Wrocławiu. Pełnił funkcję konsultanta w wielu placówkach muzealnych. W1982 podjął pracę w Wielkopolskim Parku Etnograficznym, na stanowisku starszego kustosza i opiekuna merytorycznego zespołu.

## Przynależność do stowarzyszeń
Był członkiem różnych stowarzyszeń, rad naukowych i komisji. Od roku 1952 aż do śmierci należał do Polskiego Towarzystwa Ludoznawczego, w którym pełnił funkcję członka i skarbnika generalnego Zarządu Głównego, członka Głównej Komisji Rewizyjnej i prezesa oddziału stowarzyszenia w Poznaniu. Za całokształt działalności w 1983 roku otrzymał tytuł honorowego członka PTL. Należał także do Poznańskiego Towarzystwa Przyjaciół Nauk, współpracował z Komitetem Nauk Etnologicznych PAN, zasiadał w Komisji Weryfikacyjnej Twórców Ludowych przy Ministerstwie Kultury i Sztuki, pracował w nadzorze artystycznym Cepelii,uczestniczył w pracach zespołu redakcyjnego międzynarodowego czasopisma „Demos”, był członkiem austriackiego towarzystwa badającego kapliczki przydrożne (Arbeitsgemeinschaft für Bildstock und Flurdenkmalsforschung).

## Nagrody i odznaki
- Krzyż Kawalerski Orderu Odrodzenia Polski (1962)
- Odznaka Tysiąclecia Państwa Polskiego (1964)
- Odznaka Zasłużony Działacz Kultury (1966)
- Odznaka za Opiekę nad Zabytkami (1969)
- Odznaka Honorowa za Zasługi w Rozwoju Województwa Poznańskiego (1971)
- Medal 30-lecia Polski Ludowej (1974)
- Odznaka Honorowa Miasta Poznania (1983)
- Medal 40-lecia Polski Ludowej (1985)
- Odznaka Zasłużony w Rozwoju Ziemi Międzyrzeckiej (1985)
- Tytuł Honorowego Kustosza Muzeum Narodowego (1975)
- Medal i Nagroda im. Oskara Kolberga (1979)

Nagrodę im. Oskara Kolberga otrzymał w kategorii „Działalność naukowa, dokumentacyjna, animacja i upowszechnianie kultury ludowej”, w dziedzinie „Działalność naukowa, upowszechnianie, animacja”.

## Ważniejsze prace i artykuły o tematyce etnograficznej
- Boże Męki nad Baryczą i Ołobokiem, „Kurier Lit- Nauk.”, 1935, nr 45.
- Wielkopolscy świątkarze, „Prosto z mostu”, 1937, nr 7.
- Kapliczka ludowa z Grabonoga, „Studia Muzealne”, 1957, t. 3, s. 124–140.
- Rzeźbiarze ludowi południowej Wielkopolski, „Polska Sztuka Ludowa”, 1958, nr. 1, s. 3–36.
- Z badań nad budownictwem ludowym na pograniczu wielkopolsko-lubuskim, „Prace Działu Etnografii IHKM PAN”, z. 3, Warszawa 1959, s. 123–149.
- Plastyka, [w:] Józef Burszta (red.), Kultura ludowa Wielkopolski, t. 1, Poznań 1960, s. 619–641.
- Kultura ludowa Ziemi Kaliskiej w świetle badań terenowych, [w:] Osiemnaście wieków Kalisza, Kalisz 1961, t. 2, s. 385–459.
- Rzeźby mistrza Gliwicza czy P. Brylińskiego, „Studia Muzealne”, t. 7, 1969, s. 99–109.
- Pomniki wielkopolskiej ludowej plastyki przydrożnej w rysunkach W. Gosiertieckiego i J. Wronieddego, „Studia Muzealne”, t. 8, 1970, s. 88–106.
- Ludowa rzeźba kultowa w Wielkopolsce, „Polska Sztuka Ludowa”, 1972, nr 2, s. 69–82; nr 3, s. 131–152.
- Skansen Wielkopolski w Szreniawie – założenia naukowo-programowe, [w:] Muzea skansenowskie w Polsce, Poznań 1972, s. 275–301.
- Ludowa plastyka kultowa w Wielkopolsce, Poznań, Muzeum Narodowe 1975.
- Twórczość profesjonalna i amatorska, [w:] Radość tworzenia, Środa Wielkopolska 1986, s. 5–16.
- Dlaczego skansen?, tygodnik „Wprost” nr 23 (184) 28 VI 1986, s. 25–26.